# Торогуд, Джордж
Джордж То́рогуд (англ. George Thorogood; полное имя Джордж Ло́ренс То́рогуд, англ. George Lawrence Thorogood; 24 февраля 1950, Уилмингтон, Делавэр, США) — американский гитарист, автор песен и исполнитель в стиле блюз-рок. Его «высокоэнергичный буги-блюзовый» звук стал основным продуктом на рок-радиостанциях 1980-х годов с такими хитами как «Bad to the Bone» и «I Drink Alone». Он также помог популяризовать более старые песни американских идолов, такие как: «Move It On Over», «Who Do You Love?» и «House Rent Boogie/One Bourbon, One Scotch, One Beer», которые вошли в сетку вещания рок-радиостанций.
В начале 1970-х Торогуд вместе с школьным другом Джеффом Саймоном основал группу «The Delaware Destroyers» («Разрушители из Делавера»). Ансамбль выпустил более 20 альбомов, два из которых стали платиновыми, а шесть — золотыми. 15 миллионов копий разошлись по всему миру. Торогуд и его группа продолжают свои турне по миру и в 2014 году отпраздновали 40-летний юбилей своего творчества.

## Молодость и семья
Торогуд родился 24 февраля 1950 г. и был воспитан в поместье Нааманс, около пригорода Уилмингтона, штат Делавэр, где его отец работал в химической компании DuPont. Окончил среднюю школу Брендивайн в 1968 году. Джордж был средним из пяти детей, кроме него в семье было два старших брата, Джон и Пит, и две младшие сестры-близняшки, Лиза и Анна. В конце 1970-х Торогуд играл в бейсбольной команде в штате Делавэр в полупрофессиональной Roberto Clemente League, которая была создана в 1976 году. Он был вторым бейсменом и стал новичком года в лиге. Тем не менее, он решил заниматься музыкой, увидев выступление Джона П. Хаммонда в 1970 году. Его первые концерты были в Lane Hall в Университете Делавэр. В конце 1970 успех в музыкальной индустрии заставил его бросить спорт и сосредоточиться на музыке.

## Музыкальная карьера
Торогуд записал первое демо в 1974 году, но оно не было выпущено до 1979 года. Его дебютная запись вышла в 1976 году с альбомом George Thorogood and the Destroyers, который был выпущен в 1977 году. Его группа, The Destroyers, также известна как The Delaware (или просто GT & D). В 1978 году Торогуд и Destroyers выпустили свой очередной альбом Move It On Over, которые включали ремейк песни Хэнка Уильямса «Move It On Over». «Please Set a Date» и их переработка песни Бо Диддли «Who Do You Love?» последовали в 1979 году.
В начале 1970, Торогуд и его группа заявили о себе в Бостоне, работая в качестве дорожной команды для Хаунд Дога Тэйлора, а в конце они уже расположились в Бостоне. Торогуд дружил с Джимми Тэкери из блюзовой группы The Nighthawks из Вашингтона, округ Колумбия. Во время гастролей в 1970, Destroyers и Nighthawks случилось играть концерты в Джорджтауне на площадках через улицу друг от друга. Destroyers выступали в «The Cellar Door», а Nighthawks в «Desperados». В полночь, по предварительной договоренности, обе группы играли известную композицию «Madison Blues» Элмора Джеймса в унисон, Торогуд и Тэкери покинули свои клубы, встретились в середине М-стрит, обменялись гитарными шнурами и продолжали играть с группами в клубах напротив. Общение с Nighthawks было расширено, когда басист Nighthawks, Ян Зуковски поддержал набор Торогуда на концерт Live Aid в Филадельфии, штат Пенсильвания, 13 июля 1985 года.
Торогуд впервые появился перед широкой публикой на разогреве у The Rolling Stones во время их тур по США 1981 года. Он также был показан в качестве музыкального гостя на шоу Saturday Night Live, (Сезон 8, Эпизод 2) на трансляции 2 октября 1982. За это время, Торогуду и Destroyers также стало известны из-за их строгого гастрольного графика, в том числе «50/50» тура 1981 года, на котором группа гастролировала по 50 штатам США в течение 50 дней. Затем два концерта в Боулдере, штат Колорадо, Торогуд и его группа вылетела на Гавайи, где дала ещё один концерт, а затем выступили на Аляске на следующую ночь. На следующий день группа вылетела в штат Вашингтон, встретила свою дорожную команду, у которой был их автомобиль Checker и грузовик, и продолжила с одним концертом на штат для всех пятидесяти штатах, уложившись ровно в пятьдесят ночей. Кроме того, они играли в Вашингтоне в тот же день, что они выступали в штате Мэриленд.
Одновременно с повышенным вниманием, истекает контракт Торогуда с Rounder Records. Он подписывает контракт с EMI America Records и в 1982 году выпустил свою самую известную песню «Bad to the bone», и альбом с таким же названием. Песня часто используется в телевидении и фильмах, в том числе телевизионной драме Miami Vice, научно-фантастическом триллере «Терминатор 2: Судный день», мультфильме «Элвин и бурундуки», комедии «Трудный ребёнок», а также «Трудный ребёнок 2», фильме по книге Стивена Кинга «Кристина», и многих эпизодах телевизионной комедии «Married … with children» . Этот трек также играл во время вступления к фильму «Майор Пейн» также использовался в драме Talk Radio 1988 года. Он также играл во время выступления перед футбольной игрой университета штата Миссисипи и на USHRA Monster Jam, при въезде водителя трака Grave Digger (независимо от водителя). «Bad to the bone» был также использован для рекламных объявлений Бьюик в 1984 году. Версия Торогуда «Who Do You Love?» играет во всех рекламных роликах пивных Samuel Adams .
В 2012 году Торогуд был назван одним из 50 самых влиятельных выходцев из Делавэра за последних 50 лет.

## Дискография

### Студийные альбомы сDestroyers
- 1977: George Thorogood and the Destroyers
- 1978: Move It on Over
- 1979: Better Than the Rest (записан в 1974)
- 1980: More George Thorogood and the Destroyers
- 1982: Bad to the Bone
- 1985: Maverick
- 1986: Nadine
- 1988: Born to Be Bad
- 1991: Boogie People
- 1993: Haircut
- 1997: Rockin' My Life Away
- 1999: Half a Boy/Half a Man
- 2003: Ride 'Til I Die
- 2006: The Hard Stuff
- 2009: The Dirty Dozen
- 2011: 2120 South Michigan Ave.

### Концертные альбомы
- 1986: Live (Platinum)
- 1995: Live: Let's Work Together
- 1999: Live in '99
- 2004: 30th Anniversary Tour: Live
- 2010: Live in Boston 1982

### Сборники
- 1992: The Baddest of George Thorogood and the Destroyers (Platinum)
- 2000: Anthology
- 2003: Who Do You Love?
- 2004: Greatest Hits: 30 Years of Rock
- 2005: The Best Of George Thorogood and the Destroyers
- 2007: Taking Care of Business